# Anthony Provenzano
Anthony Provenzano (Manhattan, 7 de mayo de 1917-Lompoc, 12 de diciembre de 1988), también conocido como Tony Pro, fue un caporegime de la Familia criminal Genovese de Nueva Jersey. Provenzano era conocido por su relación con el presidente de la Hermandad Internacional de Camioneros, Jimmy Hoffa debido al trabajo de Provenzano como presidente sectorial del sindicato en el área 560 de Union City, Nueva Jersey. Se cree que fue uno de los involucrados en la desaparición de Hoffa.

## Primeros años
Provenzano nació el 7 de mayo de 1917, en el Lower East Side de Manhattan, siendo el cuarto de seis hijos de Rosario y Josephine Provenzano, inmigrantes sicilianos . A los 15 años, dejó la escuela y empezó a trabajar como ayudante en la empresa H.P. Welch Trucking Company por diez dólares a la semana. Tres años después se convirtió en conductor. Provenzano inició como empleado del sector 560 llegando a ejercer como agente comercial (1948-1958), presidente (1958-1966), y secretario tesorero (1975-1978).

## Carrera
En junio de 1961, el Secretario-Tesorero del Sector 560, Anthony Castellito, viajó al norte del estado de Nueva York para reunirse con Salvatore Briguglio, un prestamista asociado a la mafia. Según informes del gobierno federal, Briguglio y Harold Konigsberg asesinaron a Castellito.  Posteriormente, en agosto de 1961, el hermano de Provenzano, Salvatore Provenzano, fue nombrado para el cargo anteriormente ocupado por Castellitto; Briguglio fue elegido agente comercial en septiembre de 1961 y el otro hermano de Provenzano, Nunzio, fue nombrado agente comercial en febrero de 1963.  
El 15 de noviembre de 1960, Tony Provenzano fue acusado en el Distrito de Nueva Jersey por extorsión al exigir de pagos de "paz laboral" a la Compañía de Transporte Dorn entre 1952 y 1959. Fue condenado el 12 de julio de 1963 y sentenciado a siete años de prisión; de los que cumplió 4 años y medio entre mayo de 1966 y 1970.  Aunque Provenzano fue amigo del presidente de la Hermandad Internacional de Camioneros, Jimmy Hoffa, se convirtieron en enemigos tras una disputa cuando ambos estuvieron en la prisión federal de Lewisburg, Pensilvania .
El 30 de julio de 1975, Hoffa desapareció después de haber salido a un restaurante para encontrarse con Provenzano y Anthony Giacalone. Diez semanas después de la desaparición de Hoffa, el presidente Richard Nixon hizo su primera aparición pública desde su renuncia, durante la cual jugó golf con Frank Fitzsimmons y Provenzano.
El 9 de diciembre de 1975, Provenzano fue acusado en el Distrito Sur de Nueva York, junto con Anthony Bentro y Lawrence Paladino, por conspiración para violar el estatuto anti-retroceso con la utilización de préstamo de fondos de pensiones de $2.3 millones para el sector sindical de Utica utilizado en la renovación del Hotel Woodstock. Fue declarado culpable en julio de 1978 y condenado a cuatro años de prisión.
El 23 de junio de 1976, Provenzano fue acusado en el condado de Ulster, Nueva York, junto a Briguglio y Konigsberg, por cargos de conspiración y asesinato en relación con la muerte de Anthony Castellitto en 1961. El 14 de junio de 1978, fue declarado culpable de asesinato, mientras que la acusación de conspiración para cometer asesinato fue desestimada, lo sentenciaron a cadena perpetua en Kingston, Nueva York, exactamente una semana después.    
El 22 de febrero de 1979, Provenzano fue acusado en el Distrito de Nueva Jersey, junto con Gabriel Briguglio, Stephen y Thomas Andretta, y Ralph Pellecchia por cargos relacionado con la Ley RICO. Fue condenado por estos cargos el 25 de mayo de 1979 y, el 10 de julio de 1979, fue sentenciado a 20 años de prisión.

## Muerte
El 12 de diciembre de 1988, Provenzano murió de un ataque al corazón en la Penitenciaría Federal de Lompoc en Lompoc, California, a la edad de 71 años. Un mes antes de su muerte, fue tratado por insuficiencia cardíaca congestiva.   
Fue enterrado en el cementerio de San José en Hackensack, Nueva Jersey  y dejó su patrimonio a su segunda esposa, la franco-canadiense Marie-Paule Migneron Provenzano.

## En la cultura popular
Fue interpretado por Stephen Graham en la película de Martin Scorsese, The Irishman (2019).